# Rabsztyn (Petite-Pologne)
Pour les articles homonymes, voir Rabsztyn.
Rabsztyn est une localité polonaise de la gmina et du powiat d'Olkusz en voïvodie de Petite-Pologne.